# Prêmios Emmy do Primetime de 2024
A 76.ª edição do Emmy do Primetime premiou os melhores programas de televisão exibidos em horário nobre nos Estados Unidos durante o período de 1.º de junho de 2023 a 31 de maio de 2024, conforme escolhido pela Academia de Artes e Ciências da Televisão. A cerimônia foi realizada em 15 de setembro de 2024 no Peacock Theater, com transmissão nos Estados Unidos pela ABC.

## Indicados
As indicações foram divulgadas em 17 de julho de 2024 pelos atores Tony Hale e Sheryl Lee Ralph. Shōgun recebeu o maior número de indicações, 25 no total, seguido por The Bear com 23, que quebrou o recorde de série de comédia com maior número de indicações no Emmy (30 Rock obteve até então um recorde de 22 indicações na cerimônia de 2009).

### Programas
| Melhor Série de Comédia - Hacks (Max) - Abbott Elementary (ABC) - The Bear (FX) - Curb Your Enthusiasm (HBO) - Only Murders in the Building (Hulu) - Palm Royale (Apple TV+) - Reservation Dogs (FX) - What We Do in the Shadows (FX) | Melhor Série Dramática - Shōgun (FX) - The Crown (Netflix) - Fallout (Prime Video) - The Gilded Age (HBO) - The Morning Show (Apple TV+) - Mr. & Mrs. Smith (Prime Video) - Slow Horses (Apple TV+) - 3 Body Problem (Netflix) |
| Melhor Série Limitada ou Antológica - Baby Reindeer (Netflix) - Fargo (FX) - Lessons in Chemistry (Apple TV+) - Ripley (Netflix) - True Detective: Night Country (HBO)                                                                | Melhor programa de competição - The Traitors (Peacock) - The Amazing Race (CBS) - RuPaul's Drag Race (MTV) - Top Chef (Bravo) - The Voice (NBC)                                                                                |
| Melhor talk show - The Daily Show (Comedy Central) - Jimmy Kimmel Live! (ABC) - Late Night with Seth Meyers (NBC) - The Late Show with Stephen Colbert (CBS)                                                                          | Melhor série de variedades roteirizada - Last Week Tonight with John Oliver (HBO) - Saturday Night Live (NBC) |

### Atuações

#### Atuação principal
| Melhor ator em série de comédia - Jeremy Allen White como Carmen "Carmy" Berzatto – The Bear (FX) - Matt Berry como Laszlo Cravenssworth – What We Do in the Shadows (FX) - Larry David como Larry David – Curb Your Enthusiasm (HBO) - Steve Martin como Charles-Haden Savage – Only Murders in the Building (Hulu) - Martin Short como Oliver Putnam – Only Murders in the Building (Hulu) - D'Pharaoh Woon-A-Tai como Bear Smallhill – Reservation Dogs (FX) | Melhor atriz em série de comédia - Jean Smart como Deborah Vance – Hacks (Max) - Quinta Brunson como Janine Teagues – Abbott Elementary (ABC) - Ayo Edebiri como Sydney Adamu – The Bear (FX) - Selena Gomez como Mabel Mora – Only Murders in the Building (Hulu) - Maya Rudolph como Molly Novak – Loot (Apple TV+) - Kristen Wiig como Maxine Dellacorte-Simmons – Palm Royale (Apple TV+)                                      |
| Melhor ator em série dramática - Hiroyuki Sanada como Lorde Yoshii Toranaga – Shōgun (FX) - Idris Elba como Sam Nelson – Hijack (Apple TV+) - Donald Glover como John Smith / Michael – Mr. & Mrs. Smith (Prime Video) - Walton Goggins como the Ghoul / Cooper Howard – Fallout (Prime Video) - Gary Oldman como Jackson Lamb – Slow Horses (Apple TV+) - Dominic West como Príncipe Charles – The Crown (Netflix)                                             | Melhor atriz em série dramática - Anna Sawai como Toda Mariko – Shōgun (FX) - Jennifer Aniston como Alexandra "Alex" Levy – The Morning Show (Apple TV+) - Carrie Coon como Bertha Russell – The Gilded Age (HBO) - Maya Erskine como Jane Smith / Alana – Mr. & Mrs. Smith (Prime Video) - Imelda Staunton como Rainha Elizabeth II – The Crown (Netflix) - Reese Witherspoon como Bradley Jackson – The Morning Show (Apple TV+) |
| Melhor ator em série limitada ou telefilme - Richard Gadd como Donny Dunn – Baby Reindeer (Netflix) - Matt Bomer como Hawkins "Hawk" Fuller – Fellow Travelers (Showtime) - Jon Hamm como Xerife Roy Tillman – Fargo (FX) - Tom Hollander como Truman Capote – Feud: Capote vs. The Swans (FX) - Andrew Scott como Tom Ripley – Ripley (Netflix) | Melhor atriz em série limitada ou telefilme - Jodie Foster como Liz Danvers – True Detective: Night Country (HBO) - Brie Larson como Elizabeth Zott – Lessons in Chemistry (Apple TV+) - Juno Temple como Dorothy "Dot" Lyon – Fargo (FX) - Sofía Vergara como Griselda Blanco – Griselda (Netflix) - Naomi Watts como Babe Paley – Feud: Capote vs. The Swans (FX)                                                                |

#### Atuação coadjuvante
| Melhor ator coadjuvante em série de comédia - Ebon Moss-Bachrach como Richard "Richie" Jerimovich – The Bear (FX) - Lionel Boyce como Marcus Brooks – The Bear (FX) - Paul W. Downs como Jimmy Lusaque Jr. – Hacks (Max) - Paul Rudd como Ben Glenroy – Only Murders in the Building (Hulu) - Tyler James Williams como Gregory Eddie – Abbott Elementary (ABC) - Bowen Yang como vários personagens – Saturday Night Live (NBC) | Melhor atriz coadjuvante em série de comédia - Liza Colón-Zayas como Tina Marrero – The Bear (FX) - Carol Burnett como Norma Dellacorte – Palm Royale (Apple TV+) - Hannah Einbinder como Ava Daniels – Hacks (Max) - Janelle James como Ava Coleman – Abbott Elementary (ABC) - Sheryl Lee Ralph como Barbara Howard – Abbott Elementary (ABC) - Meryl Streep como Loretta Durkin – Only Murders in the Building (Hulu) |
| Melhor ator coadjuvante em série dramática - Billy Crudup como Cory Ellison – The Morning Show (Apple TV+) - Tadanobu Asano como Kashigi Yabushige – Shōgun (FX) - Mark Duplass como Charlie "Chip" Black – The Morning Show (Apple TV+) - Jon Hamm como Paul Marks – The Morning Show (Apple TV+) - Takehiro Hira como Ishido Kazunari – Shōgun (FX) - Jack Lowden como River Cartwright – Slow Horses (Apple TV+) - Jonathan Pryce como Príncipe Philip – The Crown (Netflix) | Melhor atriz coadjuvante em série dramática - Elizabeth Debicki como Princesa Diana – The Crown (Netflix) - Christine Baranski como Agnes van Rhijn – The Gilded Age (HBO) - Nicole Beharie como Christina Hunter – The Morning Show (Apple TV+) - Greta Lee como Stella Bak – The Morning Show (Apple TV+) - Lesley Manville como Princesa Margaret – The Crown (Netflix) - Karen Pittman como Mia Jordan – The Morning Show (Apple TV+) - Holland Taylor como Cybil Richards – The Morning Show (Apple TV+)                |
| Melhor ator coadjuvante em série limitada ou telefilme - Lamorne Morris como Policial Wittley "Witt" Farr – Fargo (FX) - Jonathan Bailey como Timothy "Tim" Laughlin – Fellow Travelers (Showtime) - Robert Downey Jr. como Ned Godwin / Robert Hammer / Niko Damianos / O Padre – The Sympathizer (HBO) - Tom Goodman-Hill como Darrien O'Connor – Baby Reindeer (Netflix) - John Hawkes como Hank Prior – True Detective: Night Country (HBO) - Lewis Pullman como Calvin Evans – Lessons in Chemistry (Apple TV+) - Treat Williams como Bill Paley – Feud: Capote vs. The Swans (FX) (póstumo) | Melhor atriz coadjuvante em série limitada ou telefilme - Jessica Gunning como Martha – Baby Reindeer (Netflix) - Dakota Fanning como Marjorie "Marge" Sherwood – Ripley (Netflix) - Lily Gladstone como Officer Cam Bentland – Under the Bridge (Hulu) - Aja Naomi King como Harriet Sloane – Lessons in Chemistry (Apple TV+) - Diane Lane como Slim Keith – Feud: Capote vs. The Swans (FX) - Nava Mau como Teri – Baby Reindeer (Netflix) - Kali Reis como Det. Evangeline Navarro – True Detective: Night Country (HBO) |

### Roteiro
| Melhor roteiro em série de comédia - Hacks: "Bulletproof" – Lucia Aniello, Paul W. Downs e Jen Statsky (Max) - Abbott Elementary: "Career Day" – Quinta Brunson (ABC) - The Bear: "Fishes" – Christopher Storer e Joanna Calo (FX) - Girls5eva: "Orleo" – Meredith Scardino e Sam Means (Netflix) - The Other Two: "Brooke Hosts a Night of Undeniable Good" – Chris Kelly e Sarah Schneider (Max) - What We Do in the Shadows: "Pride Parade" – Jake Bender e Zach Dunn (FX) | Melhor roteiro em série de dramática - Slow Horses: "Negotiating with Tigers" – Will Smith (Apple TV+) - The Crown: "Ritz" – Peter Morgan e Meriel Sheibani-Clare (Netflix) - Fallout: "The End" – Geneva Robertson-Dworet e Graham Wagner (Prime Video) - Mr. & Mrs. Smith: "First Date" – Francesca Sloane e Donald Glover (Prime Video) - Shōgun: "Anjin" – Rachel Kondo e Justin Marks (FX) - Shōgun: "Crimson Sky" – Rachel Kondo e Caillin Puente (FX) |
| Melhor roteiro em série limitada, antológica ou telefilme - Baby Reindeer – Richard Gadd (Netflix) - Black Mirror: "Joan Is Awful" – Charlie Brooker (Netflix) - Fargo: "The Tragedy of the Commons" – Noah Hawley (FX) - Fellow Travelers: "You're Wonderful" – Ron Nyswaner (Showtime) - Ripley – Steven Zaillian (Netflix) - True Detective: Night Country: "Part 6" – Issa López (HBO)                                                                                    | |

### Direção
| Melhor direção em série de comédia - The Bear: "Fishes" – Christopher Storer (FX) - Abbott Elementary: "Party" – Randall Einhorn (ABC) - The Bear: "Honeydew" – Ramy Youssef (FX) - The Gentlemen: "Refined Aggression" – Guy Ritchie (Netflix) - Hacks: "Bulletproof" – Lucia Aniello (Max) - The Ms. Pat Show: "I'm the Pappy" – Mary Lou Belli (BET+)                                         | Melhor direção em série de drama - Shōgun: "Crimson Sky" – Frederick E. O. Toye (FX) - The Crown: "Sleep, Dearie Sleep" – Stephen Daldry (Netflix) - The Morning Show: "The Overview Effect" – Mimi Leder (Apple TV+) - Mr. & Mrs. Smith: "First Date" – Hiro Murai (Prime Video) - Slow Horses: "Strange Games" – Saul Metzstein (Apple TV+) - Winning Time: The Rise of the Lakers Dynasty: "Beat L.A." – Salli Richardson (HBO) |
| Melhor direção em série limitada, antológica ou telefilme - Ripley – Steven Zaillian (Netflix) - Baby Reindeer: "Episode 4" – Weronika Tofilska (Netflix) - Fargo: "The Tragedy of the Commons" – Noah Hawley (FX) - Feud: Capote vs. The Swans: "Pilot" – Gus Van Sant (FX) - Lessons in Chemistry: "Poirot" – Millicent Shelton (Apple TV+) - True Detective: Night Country – Issa López (HBO) | |